# Anauxesis vicina
Anauxesis vicina là một loài bọ cánh cứng trong họ Cerambycidae.